# Quellgebiet Bockskopf
Quellgebiet Bockskopf este o arie protejată (sit de importanță comunitară — SCI) din Germania întinsă pe o suprafață de 22,46 ha, integral pe uscat.

## Localizare
Centrul sitului Quellgebiet Bockskopf este situat la coordonatele 51°37′29″N 9°03′13″E / 51.6247°N 9.0536°E.

## Înființare
Situl Quellgebiet Bockskopf a fost declarat sit de importanță comunitară în martie 2001 pentru a proteja un număr necunoscut de specii din flora spontană și fauna sălbatică aflate în arealul zonei.

## Biodiversitate
Situată în ecoregiunea continentală, aria protejată conține 3 habitate naturale: Izvoare petrifiante cu formare de travertin (Cratoneurion), Păduri de fag Asperulo-Fagetum, Păduri aluvionare cu Alnus glutinosa și Fraxinus excelsior (Alno-Padion, Alnion incanae, Salicion albae).
La baza desemnării sitului se află un număr nedeclarat de specii protejate.
Pe lângă speciile protejate, pe teritoriul sitului au mai fost identificate 1 specie de plante.